# Bulbus glandis

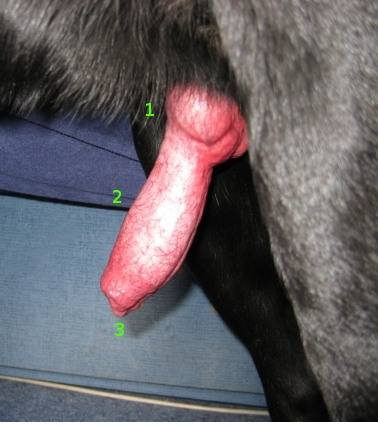
Hondenpenis, 1. Bulbus glandis (zwellichaam van de eikel); 2. Pars longa glandis (lange gedeelte van de eikel); 3. Processus urethrae (uitsteeksel van de urinebuis).

Bulbus glandis (zwellichaam van de eikel) ook wel bulbus of knoop genoemd is een zwellichaam op de penis van hondachtigen (canidae). Tijdens de paring, vlak voor de ejaculatie, zwellen deze weefsels op om de penis vast te zetten (ook wel "koppeling" genoemd) in het teefje. De koppeling wordt voltooid door een ringvormige sluitspier binnen in de vagina; dit proces wordt aangeduid als het "aantrekken van de knoop", wat verhindert dat het mannetje zich kan terugtrekken. Deze sluitspier trekt zich af en toe ook samen, wat enerzijds de ejaculatie en het vrijkomen van prostaatvloeistof stimuleert, en anderzijds de zwelling van de penis — en daarmee de koppeling — in stand houdt. Bij honden kan deze koppeling tot een halfuur, al is het meestal korter. Wanneer reuen seksueel opgewonden zijn, kan de bulbus glandis ook opzwellen binnen de voorhuid, zelfs als de hond gecastreerd is.
De bulbus glandis komt ook voor bij de penissen van sommige zeeroofdieren (pinnipedia), waaronder Zuid-Amerikaanse zeeberen.